# Калихтиди
Калихтидите (Callichthyidae) са семейство актиноптери от разред Сомоподобни (Siluriformes).
Таксонът е описан за пръв път от Шарл Люсиен Бонапарт през 1838 година.

## Родове
Подсемейство Callichthyinae
- Callichthys
- Dianema
- Hoplosternum
- Lepthoplosternum
- Megalechis

Подсемейство Corydoradinae
- Aspidoras
- Corydoras - Коридораси
- Scleromystax